# ISimangaliso Wetland Park
iSimangaliso Wetland Park (do 2007 roku: Greater St. Lucia Wetland Park) – obszar ochrony przyrody w prowincji KwaZulu-Natal we wschodniej części Republiki Południowej Afryki, w 1999 roku wpisany na listę światowego dziedzictwa UNESCO (wpis rozszerzono w 2025 o Park Narodowy Maputo w Mozambiku). Park o powierzchni 3280 km² obejmuje obszar jeziora St. Lucia wraz z przyległymi podmokłymi terenami oraz wybrzeża Oceanu Indyjskiego. W skład parku wchodzi tym samym pięć wzajemnie powiązanych ekosystemów:
- jezioro
- rafy koralowe i plaże nad oceanem
- trzcinowe zarośla i podmokły obszar mierzei między jeziorem a oceanem
- granica między jeziorem a oceanem – estuarium rzeki iSimangaliso
- skamieniałe koralowce, buszweld i sawannę na zachodnim brzegu jeziora.